# Orazio Grassi

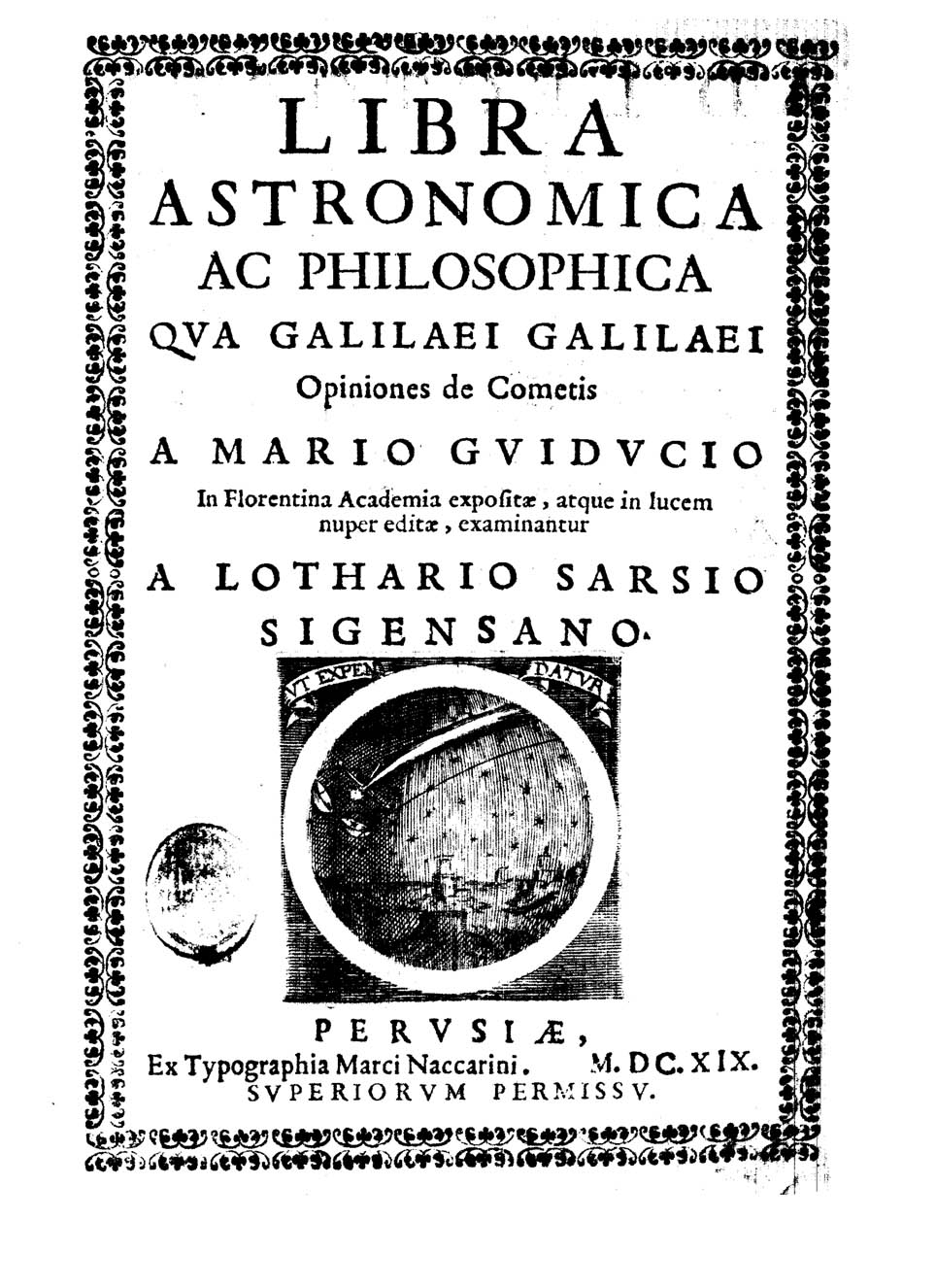
Libra astronomica ac philosophica

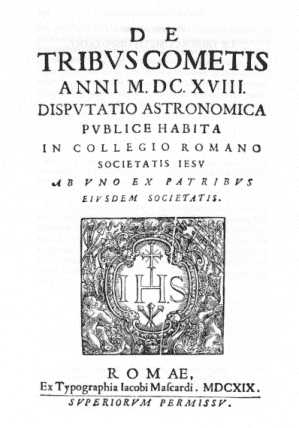
De Tribus Cometis

Orazio Grassi (Savona, 1 de mayo de 1583-Roma, 23 de julio de 1654), fue un sacerdote jesuita italiano, más recordado como matemático, astrónomo y arquitecto. Fue uno de los autores en controversia con Galileo Galilei sobre la naturaleza de los cometas. Sus escritos contra Galileo fueron publicados bajo el seudónimo de Sarsi.
Fue profesor de matemáticas en el Colegio Romano, conocido especialmente en la historia de las ciencias físicas por la disputa mantenida con Galileo Galilei sobre la naturaleza de los cometas, que él defendía como astros que circulaban alrededor del Sol mientras que Galileo decía, como Aristóteles, que eran fenómenos luminosos. En relación con este tema, escribió el libro De tribus cometis ani 1618 disputatio astronomica.
En Roma se le encargó la edificación de la iglesia de San Ignacio. A pesar de no tener formación específica para la arquitectura, convenció a la comisión que debía escoger un nuevo proyecto para la iglesia, superando a su hermano de religión, el arquitecto Antonio Sasso.
Después fue llamado a Savona donde ejercía el cargo de rector del colegio local. Tuvo que volver a Roma para solventar algunos problemas planteados en la construcción de la iglesia, que no pudieron ser resueltos por los arquitectos encargados de seguir la obra. Murió en Roma, en pleno debate para solucionar el problema de la bóveda del crucero de la iglesia.

## Proyectos arquitectónicos
Grassi participó en el asesoramiento sobre una serie de proyectos de construcción para la orden jesuita. Su interés en la arquitectura parece datarse de 1616 cuando comenzó a enseñar matemáticas, y al mismo tiempo asumió el título de consiliarius aedificiorum (consultor de edificación), para todos los proyectos de construcción de la orden jesuita. Parece haber cumplido su responsabilidad esporádicamente entre 1616 y 1628. Después de esto, dedicó gran parte de su tiempo a la arquitectura, aunque muchos de sus esquemas estaban destinados a no ser nunca construidos. Entre ellos se encontraba su primer diseño conocido que data de 1620 y 1621 en la iglesia de S. Ignazio, cerca del colegio jesuita de Ajaccio.
En 1624 hizo un viaje a Sezze para verificar el progreso en la construcción de la universidad local y la iglesia de los santos Pietro e Paolo, comenzado en 1601 según un diseño del padre Giovanni De Rosis. Grassi realizó una serie de modificaciones y adiciones a este proyecto. En 1626, el rector de la universidad de Siena lo invitó a hacerse cargo de la transformación de la iglesia de San Vigilio. Este fue su único diseño completamente realizado, y tuvo una gran influencia en la arquitectura jesuita, combinando un excelente uso funcional del espacio con una decoración sobria.
A finales de 1626 fue llamado a Roma para ayudar con las obras de construcción de la iglesia de San Ignacio y en 1627 fue nombrado prefecto de su construcción. En 1632 fue llamado a Terni para ayudar con la construcción del edificio de la iglesia de Santa Lucía; y poco después, con el colegio de Montepulciano y una iglesia en Viterbo.
Su trabajo arquitectónico se redujo después de su mudanza a Génova en 1633, pero en 1634 comenzó a trabajar en el proyecto de un nuevo colegio jesuita en la ciudad, lo que causó mucha controversia entre la Orden y la familia Balbi, propietaria de la tierra en la que querían construir. Cuando más tarde se convirtió en vicerrector de la universidad, reanudó el trabajo en el proyecto, que había progresado poco en los años intermedios y que finalmente terminó en 1664.
En la primavera de 1645, Grassi visitó Roma, donde realizó una inspección de las obras en San Ignacio y escribió un informe muy crítico, que resultó en una revisión general de la construcción que ya se había completado bajo la dirección de Antonio Sasso. Grassi fue responsable del trabajo relacionado con la elevación de la fachada y propuso un nuevo esquema de cúpula interior para resolver otros problemas derivados de desviaciones anteriores del diseño original. Sin embargo, esto nunca se construyó, y en su lugar se instaló una cúpula trompe l’oeil pintada por Andrea Pozzo.